# گیلدر سورینام
گیلدر سورینام (به انگلیسی: Surinamese guilder) (به زبان بومی: Surinaamse gulden) با کد ایزوی SRG، یکای پول رایج در کشور سورینام است. مسئولیت کنترل این یکای پول برعهدهٔ بانک مرکزی سورینام قرار دارد.